# Takayuki Kuwata
Takayuki Kuwata (jap. 桑田 隆幸 Kuwata Takayuki; ur. 26 czerwca 1941) – japoński piłkarz, reprezentant kraju.

## Kariera klubowa
Od 1965 do 1969 roku występował w klubie Toyo Industries.

## Kariera reprezentacyjna
W reprezentacji Japonii zadebiutował w 1961. W reprezentacji Japonii występował w latach 1961–1962. W sumie w reprezentacji wystąpił w 5 spotkaniach.

## Statystyki
| Reprezentacja Japonii | Reprezentacja Japonii | Reprezentacja Japonii |
| Rok                   | Mecze                 | Gole                  |
| --------------------- | --------------------- | --------------------- |
| 1961                  | 2                     | 1                     |
| 1962                  | 3                     | 1                     |
| Razem                 | 5                     | 2                     |